# Rédange
Rédange (lb. Réideng, niem. Redingen) – miejscowość i gmina we Francji, w regionie Grand Est, w departamencie Mozela.
Według danych na rok 1990 gminę zamieszkiwały 904 osoby, a gęstość zaludnienia wynosiła 164 osób/km² (wśród 2335 gmin Lotaryngii Rédange plasuje się na 398. miejscu pod względem liczby ludności, natomiast pod względem powierzchni na miejscu 965.).